# Interessi diffusi e collettivi
Il cosiddetto interesse diffuso è nel diritto un interesse non ascrivibile né tra quelli generali o pubblici, tutelati dal diritto amministrativo, né tra quelli differenziati del soggetto privato tutelati dal diritto civile. Sono interessi solitamente relativi ad ampie cerchie di soggetti, che hanno quindi una stessa posizione, ma non pubblici in quanto non sono stati fatti propri da Stato o Enti che hanno tale autorità. 
Un esempio concreto è l'interesse che hanno gli abitanti di una zona che l'ambiente circostante non venga peggiorato.

## Tutela
Il principale problema che pongono questi interessi è la loro tutelabilità: gli interessi differenziati del privato vengono infatti tutelati tramite diritto soggettivo, mentre quelli pubblici grazie all'autorità dell'Ente designato. Questa categoria invece non ha una previsione normativa.
Varie sono state le teorie su come poterli tutelare. La prima, più semplicistica, è di renderli pubblici e controllati da un ente pubblico creato ad hoc: è successo in vari casi, come quello dell'ACI. Si tende in questo modo però a snaturare la loro natura, rendendo pubblici interessi che intrinsecamente sono privati con contrasti sulla loro direzione e sul loro controllo.
Una seconda teoria, seguita all'inizio dai giudici amministrativi, presuppone l'affidamento ad un ente, non pubblico, che si proponga esponente di tali interessi, essenzialmente indicandolo tra i fini statutari (è il caso di Italia Nostra). Poco convincente anche questa soluzione, dato che lo statuto definisce solo l'ambito d'azione e la capacità giuridica dell'ente in questione, rendendolo soltanto capace di costituirsi in giudizio come gli altri singoli interessati.
Terza teoria è quella che indaga sul grado di rappresentatività od esponenzialità dell'ente riguardo all'interesse da tutelare: in questo caso però rimane completa discrezionalità ed arbitrio del giudice stabilire l'eventuale parametro.
Del Consiglio di Stato è il criterio della territorialità di un dato ente, che finisce però con lo sconfinare sulla proprietà di quest'ultimo utilizzando una tutela predisposta per altri fini. A questi criteri, il Consiglio di Stato ha aggiunto quelli di un adeguato grado di stabilità, sufficiente grado di rappresentatività e perseguimento non occasionale di obiettivi di tutela ambientale.